# Festa de l'Arbre Fruiter
La Festa de l'Arbre Fruiter és una festivitat emmarcada dins el període de la Festa Major de Moià. Creada l'any 1905 pel tenor moianesenc Francesc Viñas i Dordal i promoguda per la Lliga de Defensa de l'Arbre Fruiter, és un festa tradicional que fomenta la protecció de la natura, la millora de l'economia pagesa i la regeneració cívica de la societat.
Sota el lema "Qui estima un arbre estima una persona", cada 17 d'agost una personalitat catalana (exemples com Carme Ruscalleda, Picanyol, Carlus Padrissa) fa una plantació simbòlica en record a la creació de la festa. Paral·lelament, durant el mes de març, els infants de la vila planten un arbre en alguna zona propera.
Cada edició conclou amb l'Himne de l'Arbre Fruiter musicat per Enric Morera i Viura i lletra de Joan Maragall, que és interpretat per part d'un cor de cantaires.
Celebrada ininterrompudament des de la seva creació i només aturada durant la Guerra Civil i l'any 2017 degut a l'atemptat, la festa ha servit com a inspiració per a altres poblacions que l'han incorporat a la seva agenda, com és el cas de Sitges, Manlleu o la població veïna de Castellterçol.
L'any 1935 fou declarada festa oficial per la Generalitat de Catalunya.